# Aaron Christian Lehrberg
Aaron Christian Lehrberg (1781-ig: August-Christian) (Derpt (ma: Tartu, Észtország), 1770. augusztus 7. – Szentpétervár, 1813. június 24.) [észt vagy balti-német?] történész, rendkívüli akadémikus.

## Élete
Születése előtt elvesztette apját, így anyja egyedül nevelte. Derpten járt iskolába, ahol az igazgató pártfogását élvezte és így a tanulásban egy évvel megelőzte társait; tanulóéveiben dolgozott. Az iskola befejezése után a jénai, majd a göttingeni egyetemre ment, ahol főként a teológiát és történelmet tanulmányozta. Nehéz anyagi helyzete miatt nevelői állást vállalt, ez tette lehetővé tanulmányai folytatását. Egy-egy évet Párizsban és Németországban, fél évet pedig Angliában töltött, mindenütt neves professzorok előadásait hallgatta, de akkor már elsősorban filozófiával foglalkozott. Angliából 1794-ben visszatért Derptbe, majd tanítványai családjával együtt Szentpétervárra ment, ahol folytatta a nevelősködést. Tervezett franciaországi utazása az ottani forradalmi események miatt meghiúsult, így Angliában töltött egy újabb évet. 1799-ben végleg hazatért Derptbe és főként pedagógiai tevékenységet folytatott. Pártfogójával együtt szorgalmazta a derpti egyetem megalapítását.
1807-ben a pétervári tudományos akadémiának megküldött műve «Über die geographische Lage der alten Chasarischen Festung Surkel» eredményeként az akadémia adjunktusává, 1810-ben pedig rendkivüli tagjává választották. (Munkájában helyesen állapította meg az egykori kazár erőd, Sarkel helyét.)
Az akadémiánál az orosz történelem és a történelmi földrajz tanulmányozása mellett óorosz genealógiai kérdésekkel is foglalkozott. Számos cikket írt, melyek szélesebb körben csak évekkel halála után keltettek figyelmet. Kutatási eredményeit elsőként F. I. Krug akadémikus adta ki német nyelven (1816), ez oroszul 1819-ben D. Jazikov fordításában jelent meg.

## Fontosabb munkái
- Über die geographische Lage und die Geschichte des im Russich-Kaiserlichen Titel genanten Jugorischen Landes
- Die Fürsten Wolodimir Andreijevitsch und Wolodimir Mstislawiewitsch; ein kritischer Beitrag zur Verbesserung unserer Jahrbücher (1808)
- Über die Wohnsitze der Jemen; ein Beitrag zur Geschichte Neu-Finland
- Über die Nowgorodisch-Gottländischen Urkunden und der in derselben genannten Bochramus
- Untersuchungen zur Erläuterung der älteren Geschichte Russlands (1816, oroszul D. Jazikov fordításában, 1819)
- Utolsó műve (Crive) a litván jósokra és a legfelső egyházi vezetőre (krive-kriveito) vonatkozó kutatásait tartalmazta.